# Philibert de Chandée
Philibert de Chandée (mort après 1486 en Bretagne ou en France) était un mercenaire breton qui devint pair d'Angleterre.
Philibert rencontre le prétendant au trône d'Angleterre Henri Tudor lors de son exil en Bretagne. Il rassemble des soldats français lorsque Tudor décide de débarquer en Angleterre à l'été 1485. Chandée est adoubé par Tudor à Milford Haven le 7 août 1485. À la bataille de Bosworth le 22 août, il commande le contingent français d'au moins 1 800 soldats qui compose le cœur de l'armée de Henri Tudor. Il défend Tudor lorsque le roi Richard III lance une charge destinée à l'éliminer. Tudor est proclamé roi sous le nom d'Henri VII à l'issue de la bataille.
Chandée est créé comte de Bath par Henri soit le 16 octobre 1485, soit le 6 janvier 1486. On perd sa trace par la suite.